# 鎧郷村
鎧郷村（よろいごうむら）は、かつて新潟県西蒲原郡にあった村。現在の新潟市西蒲区の一部。
1955年3月31日に曽根町 との合併によって消滅し、現在は新潟市西蒲区の一部となっている。
以下の記述は合併直前当時の旧鎧郷村に関しての記述であり、現在では名称等が異なる場合がある。なお、ここに記述されていない内容に関しては新潟市などの記事を参照。

## 沿革
- 1889年（明治22年）4月1日 - 町村制施行に伴い西蒲原郡天竺堂村、槇島村、真田村、矢島村古新田、押付村、東汰上村、中郷屋村、葉萱場車場村、割前村が合併し、鎧郷村が発足。
- 1901年（明治34年）11月1日 - 西蒲原郡西川村と合併して、鎧郷村を新設。
- 1955年（昭和30年）
  - 3月31日 - 西蒲原郡曽根町と合併し、西川町となり消滅。
  - 7月10日 - 旧村域の大字葉萱場、中郷屋、割前、羽田、東汰上が西川町から分離され、西蒲原郡巻町に編入。

## 地域
鎧郷村は、合併した村名を継承する以下の大字で構成される。
天竺堂（てんじくどう）
1889年（明治22年）まであった天竺堂村の区域。現在の新潟市西蒲区天竺堂。
槇島（まきじま）

1889年（明治22年）まであった槇島村の区域。現在の新潟市西蒲区槇島。
真田（さなだ）

1889年（明治22年）まであった真田村の区域。現在の新潟市西蒲区真田。
矢島（やじま）

1889年（明治22年）まであった矢島村古新田の区域。現在の新潟市西蒲区矢島。
押付（おしつけ）

1889年（明治22年）まであった押付村の区域。現在の新潟市西蒲区押付。
東汰上（ひがしよりあげ）

1889年（明治22年）まであった東汰上村の区域。現在の新潟市西蒲区東汰上。
中郷屋（なかごうや）

1889年（明治22年）まであった中郷屋村の区域。現在の新潟市西蒲区中郷屋。
葉萱場（はがやば）

1889年（明治22年）まであった葉萱場車場村の区域。現在の新潟市西蒲区葉萱場。
割前（わりまえ）

1889年（明治22年）まであった割前村の区域。現在の新潟市西蒲区割前。